# Fernitz
Fernitz är en ort i Österrike. Den ligger i kommunen Fernitz-Mellach i förbundslandet Steiermark, 150 kilometer sydväst om huvudstaden Wien. Orten var till och med 2014 huvudort i kommunen Fernitz som även omfattade orten Gnaning.